# Akreční disk

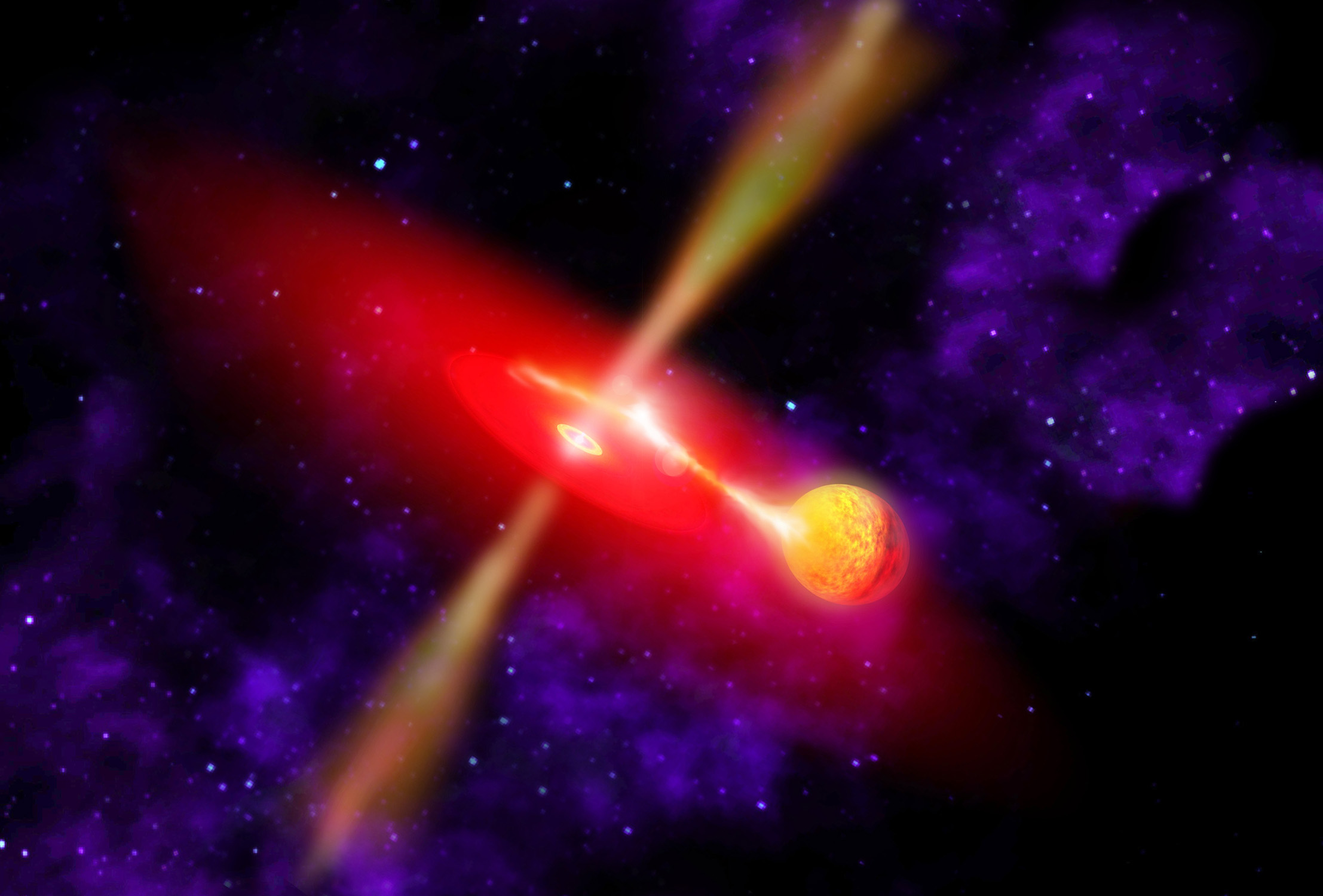
Umělecká představa akrečního disku (červeně) s černou dírou a hvězdou hlavní posloupnosti

Akreční disk je disková struktura vytvořená z rozptýleného materiálu obíhajícího okolo centrálního tělesa. Tím je obvykle mladá hvězda, protohvězda, bílý trpaslík, neutronová hvězda nebo černá díra. Gravitace nutí materiál v disku padat po spirále ke středu. Gravitační síly materiál stlačují a způsobují tak vyzařování elektromagnetického záření. Frekvence tohoto záření závisí na centrálním objektu. Akreční disky mladých hvězd a protohvězd září v infračerveném oboru spektra. Akreční disky okolo neutronových hvězd a černých děr září v rentgenovém oboru spektra.
Fyzika akrečních disků není stále zcela objasněna. Není jasné, proč u některých akrečních disků pozorujeme zářící polární jety vyvrhované podél jejich rotačních os.

## Fyzika akrečního disku
Ve čtyřicátých letech 20. století byly ze základních fyzikálních principů připraveny první modely akrečních disků. Aby souhlasily s pozorováními, musely předpokládat v té době ještě neznámé mechanismy přenosu momentu hybnosti. Hmota padající ke středu systému musí ztrácet nejen potenciální energii, ale také moment hybnosti. Protože celkový moment hybnosti disku se zachovává, ztráta momentu hybnosti hmoty padající ke středu musí být kompenzována přírůstkem momentu hybnosti hmoty daleko od středu. Jinými slovy moment hybnosti musí být přenesen směrem ven, aby hmota mohla padat k centrálnímu objektu. Podle Rayleighovy podmínky stability
{\displaystyle {\frac {\partial (R^{2}\Omega )}{\partial R}}>0,}
kde {\displaystyle \Omega } je úhlová rychlost elementu tekutiny a {\displaystyle R} vzdálenost elementu od středu otáčení; hmota proudí v akrečním disku laminárně. To vylučuje existenci hydrodynamického mechanismu přenosu momentu hybnosti.
Bylo zřejmé, že viskózní napětí může způsobovat zahřívání padající hmoty a vyzařovat tak část její potenciální gravitační energie. Na druhou stranu sama viskozita nemohla vysvětlit přenos momentu hybnosti do vnějších částí disku. Předpokládalo se, že tento přenos zprostředkovává viskozita zvýšená turbulencemi, ačkoli původu turbulencí se také příliš nerozumělo. Běžný fenomenologický přístup zavádí nastavitelný parametr {\displaystyle \alpha } popisující efektivní zvýšení viskozity, které přinášejí víry uvnitř disku. V roce 1991 se ukázalo, že ve slabě zmagnetovaných akrečních discích okolo masivních kompaktních objektů dochází k silným nestabilitám, které mohou přenos momentu hybnosti vysvětlit.

### α-disk model
V roce 1973 Šakura a Sjunjajev navrhli, že by za zvýšenou viskozitou plynu v disku mohly stát turbulence. Za předpokladu, že největší možný vír může mít velikost odpovídající tloušťce disku, dá se viskozita {\displaystyle \nu } odhadnout jako
{\displaystyle \nu =\alpha c_{\rm {s}}H}
kde {\displaystyle \alpha } je volný parametr mezi nulou (neprobíhá akrece) a zhruba jednou, {\displaystyle c_{\rm {s}}} je rychlost zvuku v disku a {\displaystyle H} je tloušťka disku.
Pomocí rovnice hydrostatické rovnováhy a zákona zachování momentu hybnosti, a za předpokladu, že disk je tenký, lze strukturu disku popsat jako závislost na parametru {\displaystyle \alpha }. Protože podle pozorování mnoho disků na tomto parametru závisí jen velmi slabě, poskytuje teorie předpovědi, i když obsahuje volný parametr.
Použitím Kramersova zákona opacity lze odvodit, že
{\displaystyle H=1.7\times 10^{8}\alpha ^{-1/10}{\dot {M}}_{16}^{3/20}m_{1}^{-3/8}R_{10}^{9/8}f^{3/5}{\rm {cm}}},
{\displaystyle T_{c}=1.4\times 10^{4}\alpha ^{-1/5}{\dot {M}}_{16}^{3/10}m_{1}^{1/4}R_{10}^{-3/4}f^{6/5}{\rm {K}}},
{\displaystyle \rho =3.1\times 10^{-8}\alpha ^{-7/10}{\dot {M}}_{16}^{11/20}m_{1}^{5/8}R_{10}^{-15/8}f^{11/5}{\rm {g\ cm}}^{-3}},
kde {\displaystyle T_{c}} a {\displaystyle \rho } jsou teplota a hustota ve středové rovině disku,
{\displaystyle {\dot {M}}_{16}} je rychlost akrece v jednotkách {\displaystyle 10^{16}{\rm {g\ s}}^{-1}},
{\displaystyle m_{1}} je hmotnost centrálního objektu v jednotkách hmotnosti Slunce {\displaystyle M_{\bigodot }},
{\displaystyle R_{10}} je vzdálenost bodu disku od středu rotace v jednotkách {\displaystyle 10^{10}{\rm {cm}}} a
{\displaystyle f=\left[1-\left({\frac {R_{\star }}{R}}\right)^{1/2}\right]^{1/4}}, kde {\displaystyle R_{\star }} je vzdálenost od středu rotace, kde již nedochází k přesunům momentu hybnosti směrem dovnitř.
Teorie selhává, jakmile je tlak plynu zanedbatelný. Například když v disku vzroste tlak záření, ten se nafoukne do třídimenzionálního útvaru, v němž rovnice už nelze uplatnit. Jiným extrémem je případ prstenců Saturnu, ve kterých je moment hybnosti přenášen díky kolizím pevných těles a gravitačními interakcemi mezi diskem a měsíci. Model souhlasí s astrofyzikálními pozorováními.

### Magnetorotační nestabilita
V roce 1991 Balbus a Hawley navrhli mechanismus přenosu momentu hybnosti zahrnující magnetická pole. Princip se dá snadno vysvětlit na modelu plynového disku ve slabém axiálním magnetickém poli. Dva radiálně sousedící elementy disku se chovají jako dva hmotné body spojené nehmotnou pružinou. Napětí takové pružiny odpovídá magnetickému pnutí. V Keplerovském disku by vnitřní element obíhal rychleji než vnější, což by pružinu natahovalo. Vnitřní element je tedy pružinou nucen zpomalit, čímž se zmenšuje jeho moment hybnosti a zmenšuje se poloměr jeho oběžné dráhy. Vnější element je naopak nucen zrychlit, čímž se jeho moment hybnosti zvyšuje a zvětšuje se poloměr jeho oběžné dráhy. Když se oba elementy od sebe vzdálí, napětí pružiny se zvýší a proces běží dál.
Lze ukázat, že v přítomnosti takového pnutí je Rayleighova podmínka stability nahrazena výrazem
{\displaystyle {\frac {\partial \Omega ^{2}}{\partial R}}>0.}
Většina astrofyzikálních disků tuto podmínku nesplňuje, takže podléhají magnetorotační nestabilitě. Předpokládá se, že magnetická pole přítomná v astrofyzikálních objektech jsou generována magnetohydrodynamickým dynamem.
Navzdory obecné přitažlivosti této myšlenky nebylo zatím přesvědčivě prokázáno, že tento mechanismus v podmínkách odpovídajících diskům opravdu působí.

## Analytické modely podeddingtonovských akrečních disků (tenké disky, ADAFy)
Eddingtonova rychlost akrece je takový tok hmoty {\displaystyle {\dot {M}}_{Edd}}směrem k centrálnímu tělesu, který splňuje podmínku
{\displaystyle {\dot {M}}_{Edd}=L_{Edd}/\epsilon c^{2}},
kde {\displaystyle L_{Edd}} je Eddingtonova mez a {\displaystyle \epsilon } je účinnost, s jakou se gravitační energie této hmoty mění na záření.
Když je rychlost akrece menší než Eddingtonova a disk je hustý, vytvoří se standardní, geometricky tenký akreční disk. Je tvořen poměrně chladným plynem. Tlakové účinky záření v něm jsou zanedbatelné. Plyn padá k centru po velmi těsných spirálách, připomínající keplerovské oběžné dráhy. Tenké disky jsou relativně hodně svítivé a jejich spektrum je podobné spektru absolutně černého tělesa. Disk se chladí velmi účinně vyzařováním.
Práce Šakury a Sjunjajeva o tenkých akrečních discích je jednou z nejcitovanějších prací moderní astrofyziky. Teorie tenkých disků byla dále rozvíjena Lyndenem-Bellem, Pringlem a Martinem Reesem. Zejména Pringle v posledních třiceti letech přispěl k teorii akrečních disků mnoha klíčovými poznatky. Napsal také v roce 1981 shrnující knihu, která byla po mnoho let hlavním zdrojem informací o akrečních discích.
Když je rychlost akrece menší než Eddingtonova, ale disk je řídký, plyn v něm není schopen dostatečně rychle odvádět energii zářením. Disk nezůstane tenký, ale vytvoří se takzvaný ADAF (z anglického Advection Dominated Accretion Flow — akreční tok, kterému dominuje advekce). ADAFy jsou ochlazovány advekcí, tedy přesunem teplé hmoty. Nejsou již tenké, ale velmi nafouklé. Jsou radiačně velmi neúčinné, naprostá většina gravitační energie plynu se během akrece nevyzáří. Díky tomu také mají mnohem menší svítivost než tenké disky. Jsou také velmi horké, téměř všechna jejich gravitační energie se mění na teplo. Spektrum záření ADAFů není tepelné, neodpovídá záření absolutně černému tělesu. Často má silnou comptonovskou složku.
Předpokládá se, že více než 90 % obřích černých děr má akreční disk typu ADAF.
ADAFy poprvé předpověděl Ichimaru v roce 1977. Jeho práce zapadla, a tak ADAFy byly znovu objeveny v polovině 90. let 20. století Narayanem a Yim. V této době také ADAFy získaly své jméno. Nejvíce do teorie ADAFů přispěl Narayan se svými spolupracovníky.

## Analytické modely nadeddingtonovských akrečních disků (polské doughnuty, štíhlé disky)

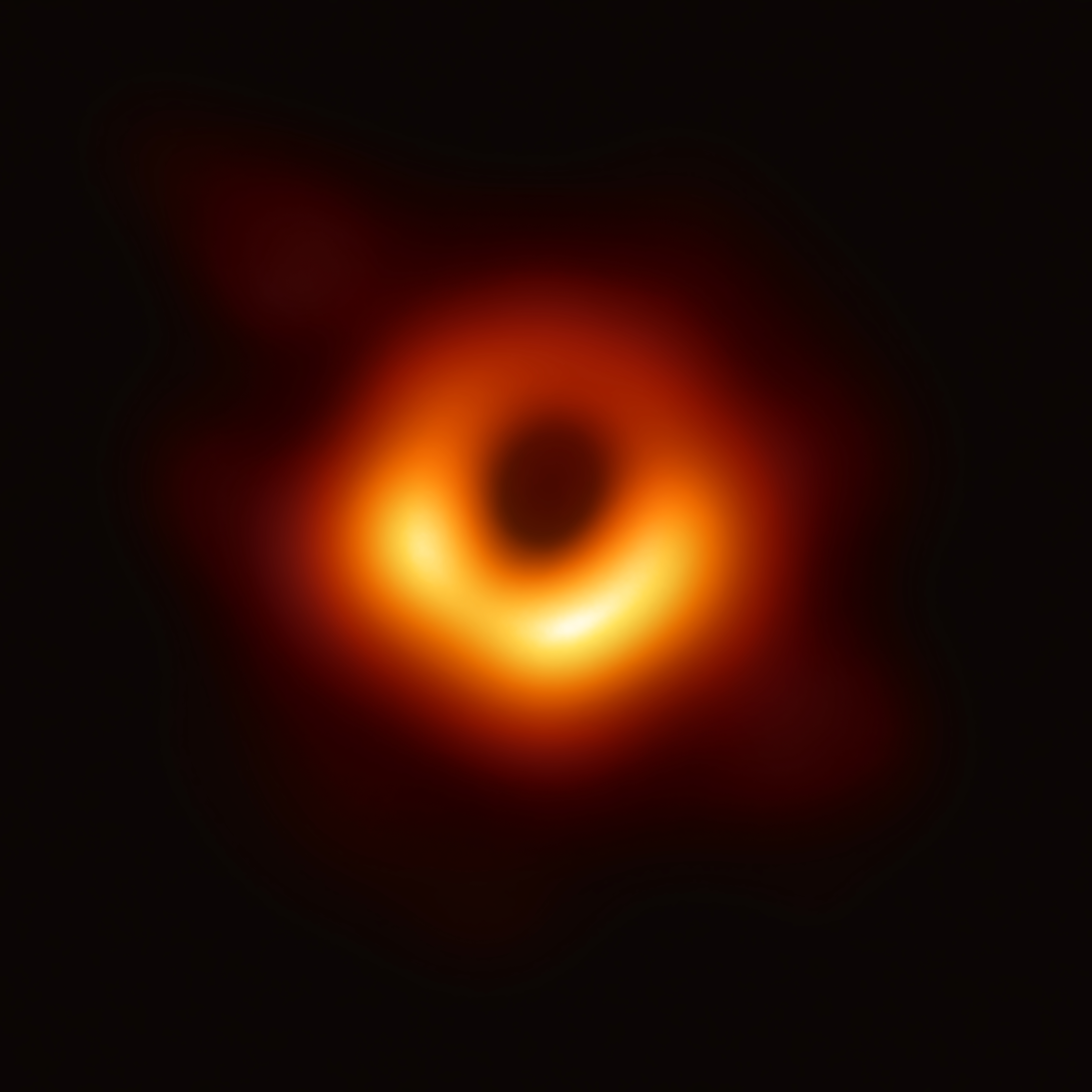
Akreční disk černé díry z galaxie M 87

Teorii vysoce nadeddingtonovských akrečních disků černých děr vyvinuli v 80. letech 20. století Abramowicz, Jaroszyński, Paczyński, Sikora a další. Popsali velmi viskózní, opticky husté útvary s dominantním tlakem záření, radiačně velmi neúčinné a ochlazované advekcí. Tvarem jsou tyto útvary tlustými tory s dvěma úzkými trychtýři podél rotačních os. Tyto trychtýře usměrňují záření do kuželů s vysoce nadeddingtonovskými svítivostmi. Rees tyto útvary nazval polskými doughnuty (anglicky Polish doughnuts). Pro polské doughnuty platí {\displaystyle {\dot {M}}\gg {\dot {M}}_{Edd}}.
Štíhlé disky mají pouze mírně nadeddingtonovskou rychlost akrece, platí pro ně {\displaystyle {\dot {M}}\geq {\dot {M}}_{Edd}}. Vypadají jako disky a mají téměř tepelné spektrum. Jsou ochlazovány advekcí a jsou radiačně neúčinné. S teorií popisující štíhlé disky přišli Abramowicz, Lasota, Czerna a Szuszkiewiczová. Jméno jim dala A. Kolakowska.